# Trinity Great Court

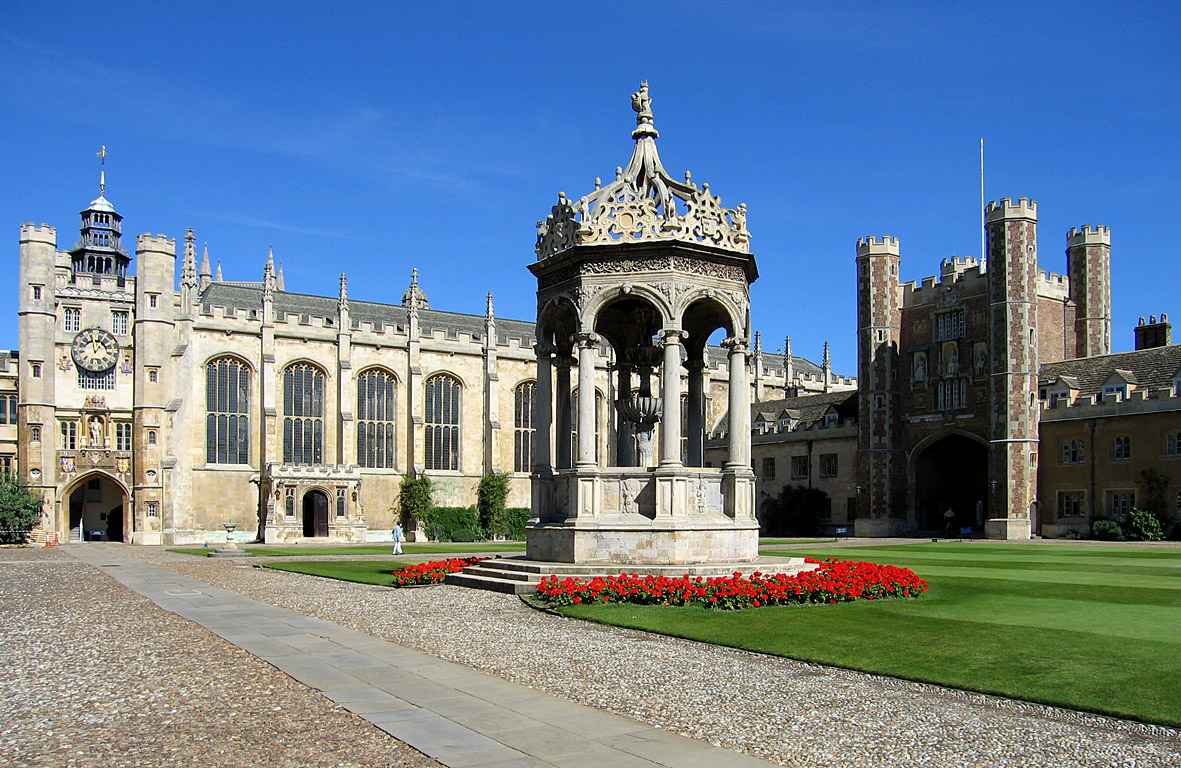
Trinity Great Court mot norr med King's Gate, kapellet, fontänen och Great Gate.

Trinity Great Court är den stora innergården vid Trinity College, Cambridge, och är känd för att vara den största omslutna gården i Europa.
Den färdigställdes av skolans rektor Thomas Nevile i början av 1600-talet, när han omorganiserade de befintliga byggnaderna för att bilda en enda innergård.

## Beskrivning

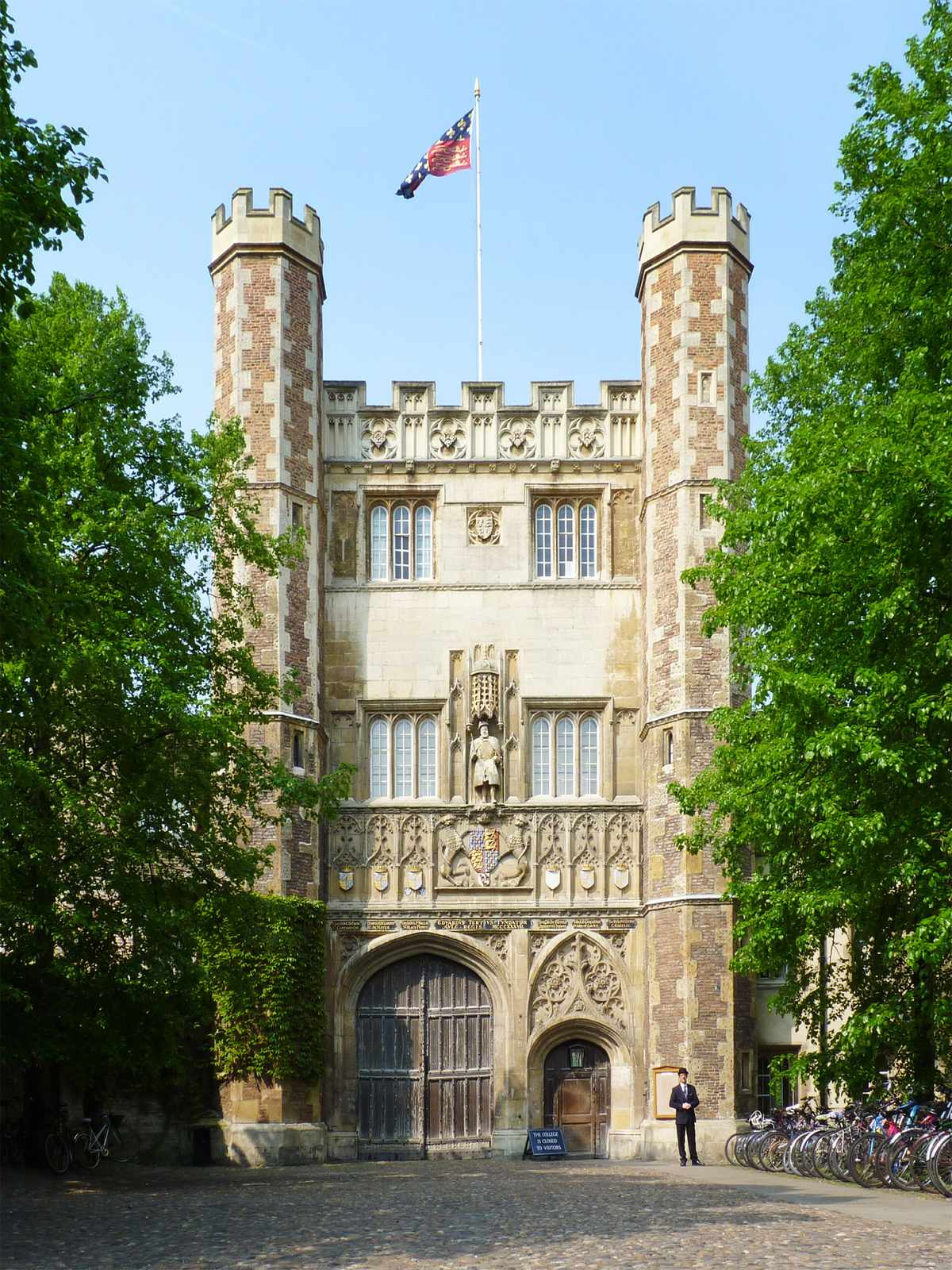
Trinitys huvudentré, Great Gate, som leder in till Great Court.

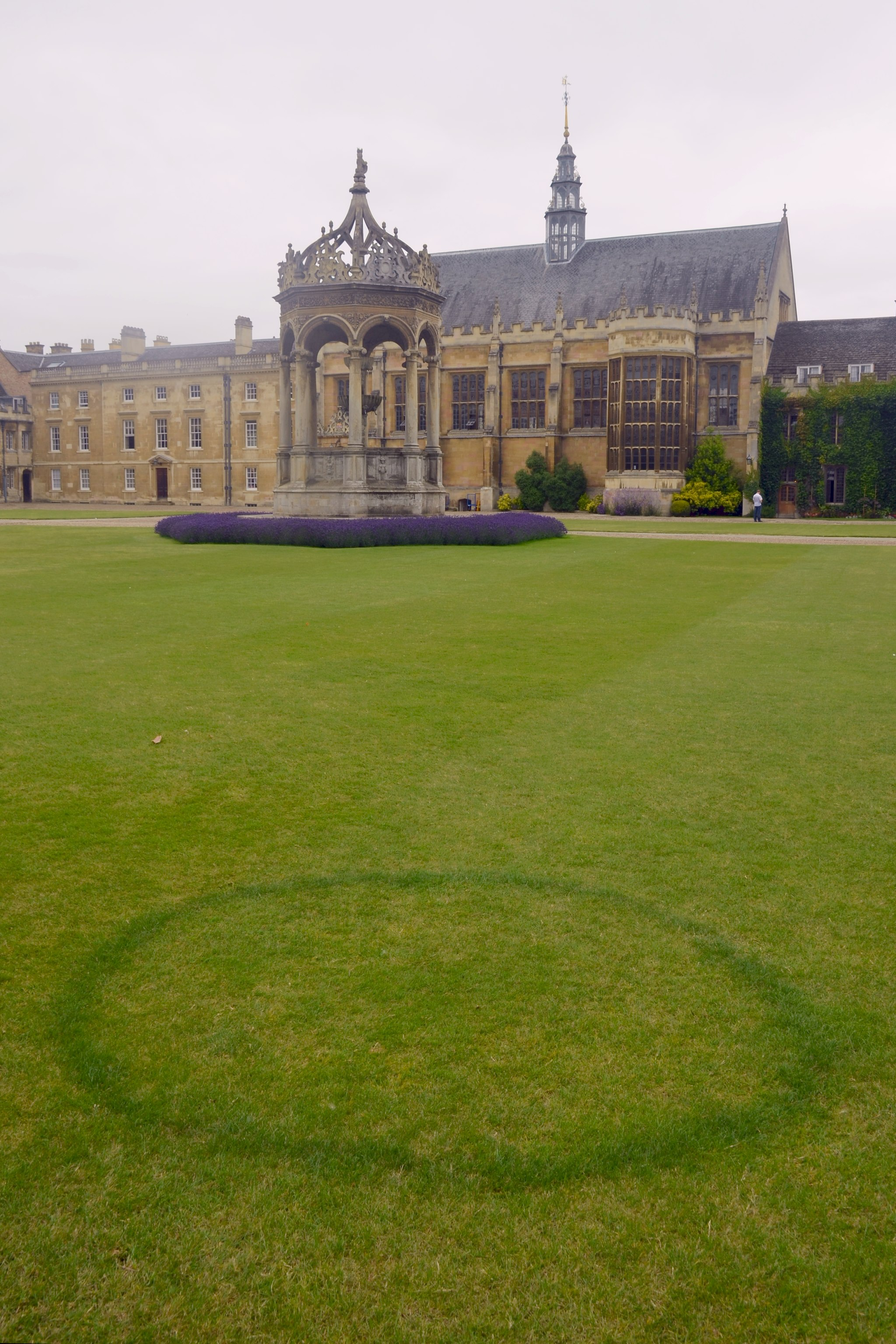
Vy från Great Gate över fontänen, matsalen och en häxring.

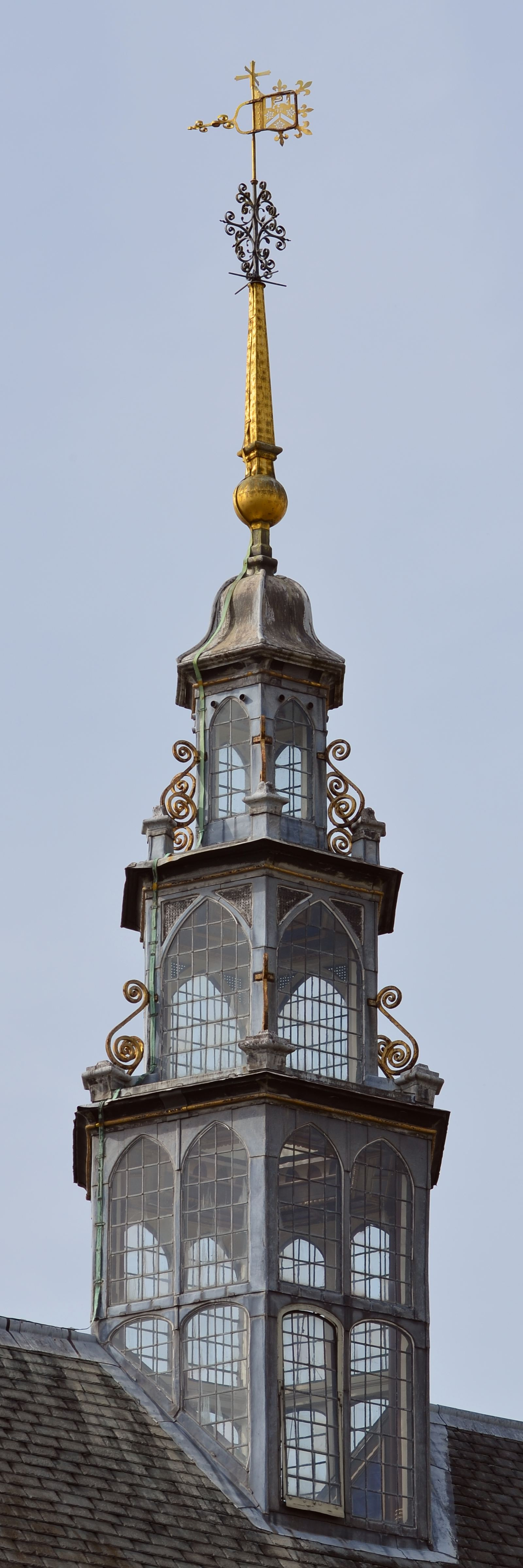
Detalj av lanterninen ovanpå matsalen.

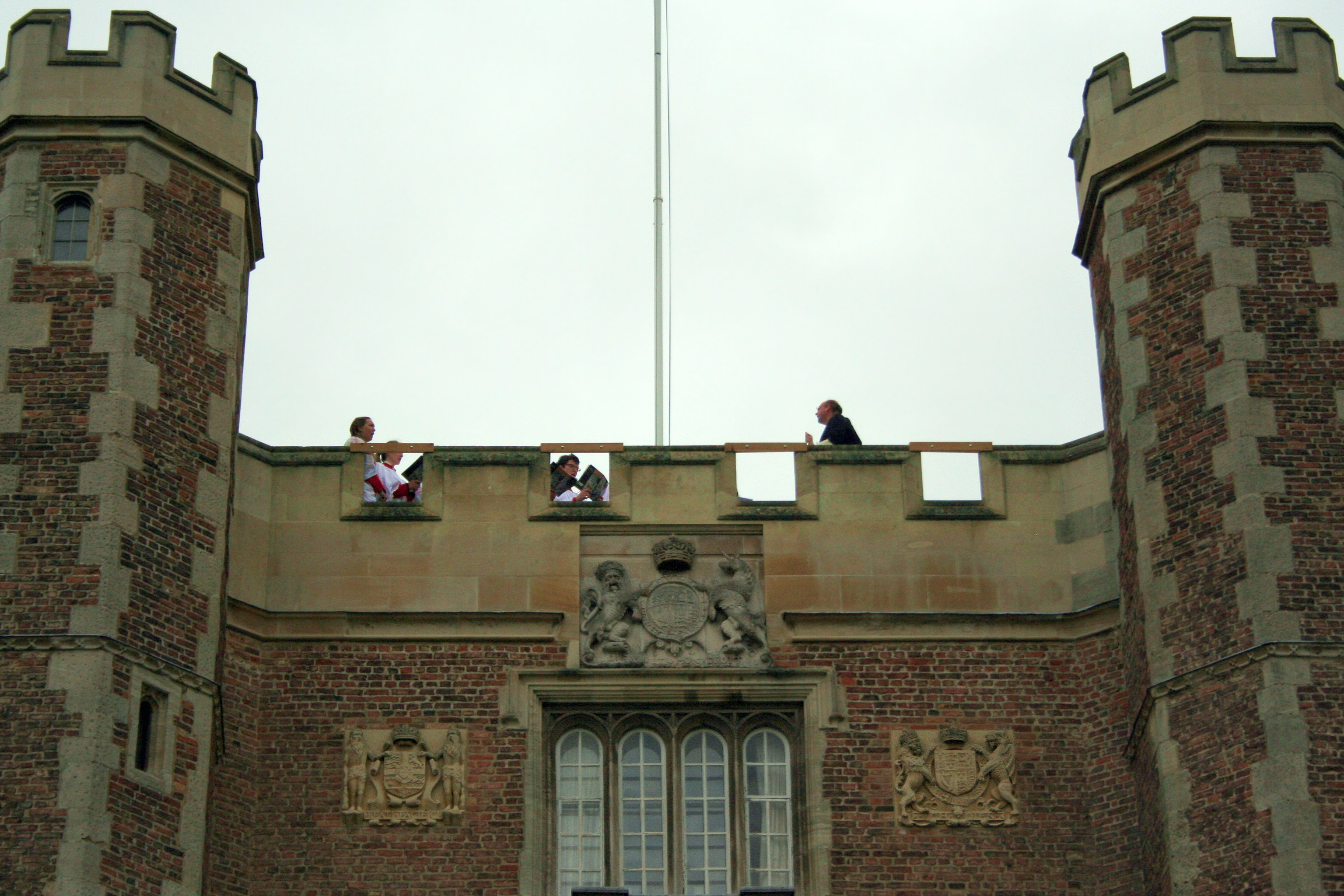
Trinity College Choir sjunger från tornen på Great Court den 9 juni 2013.

Om man börjar i det nordöstra hörnet vid E-trappan, där Isaac Newton hade sina rum, och rör sig medurs, når man först Porters' Lodge och Great Gate, som påbörjades 1490 som ingången till King's Hall och slutfördes 1535. Ovanför den stora porten finns den berömda statyn av Henrik VIII, vars spira ersattes av ett stolsben av studenter på 1800-talet. Därefter kommer East Range, och trapporna F-K (med J utelämnat) som inhyser skolans ekonomichef och rum som huvudsakligen hyser stipendiater från colleget. Trappa I leder till Angel Court, som innehåller rum för studenter och stipendiater, och till collegebaren.
South Range sträcker sig från trapporna L–Q med rum för studenter och stipendiater, med Queen's Gate (uppkallad efter Elizabeth I av England) som mittpunkt. R-trappan finns i en passage som leder till Bishop's Hostel, medan S-trappan ligger till vänster i passagen som leder förbi matsalen till Nevile's Court. West Range domineras av den stora salen, skolans matsal med Middle Temple som förebild, och Master's Lodge.
Den fjärde sidan börjar med trapporna A-C, innan den når King's Gate (även kallad Edvard III Gateway) och ingången till den äldsta delen av colleget, de återstående överlevande byggnaderna i King's Hall. Ursprungligen byggd på platsen för det nuvarande soluret i mitten av banan, flyttade Nevile den 20 meter norrut när gården var klar. I King's Gate finns också den berömda Trinity College-klockan som klämtar var 15:e minut och slår timmen två gånger. Klockan installerades på begäran av Master of Trinity Richard Bentley på 1600-talet, och slog varje timme en gång för det college där han var mästare, Trinity, och en gång för hans Alma mater St John's College, Cambridge.
I mitten av gården finns en utsmyckad fontän, byggd under Neviles tid.

## The Great Court Run
Många har försökt springa de 339 meterna (371 yards) runt banan på den tid det tar för klockan att slå 12 (egentligen 24 på grund av en gammal tradition). Loppet återskapades, men filmat på Eton College istället för Trinity, i filmen Triumfens ögonblick från 1981.
Eleverna försöker traditionellt att slutföra loppet, i vad som är känt som Great Court Run, vid middagstid före studentmiddagen. Endast tre personer tros ha fullföljt loppet under den tiden, den första var Lord Burghley 1927. I motsats till vad som skildras i Triumfens ögonblick försökte Harold Abrahams aldrig springa.
Sebastian Coe och Steve Cram försökte sig på bedriften i ett välgörenhetslopp den 29 oktober 1988. Coes tid rapporterades ha varit 45,52 sekunder, men den var i själva verket 46,0 sekunder som bekräftas av videobandet, medan Crams var 46,3 sekunder. Klockan den dagen tog 44,4 sekunder på sig att slå och video bekräftar att Coe var cirka 12 meter från sin mållinje när det ödesdigra sista slaget inträffade. Det råder en viss debatt om de döende ljuden av klockan som ingår i den slående tiden, vilket skulle göra det möjligt att hävda att Coes lopp var framgångsrik. Evenemanget organiserades av den 36-årige studenten Nigel McCrery och samlade in 50 000 pund till Great Ormond Street Hospital for Children.
År 2007 sågs Sam Dobin "slå" klockan på en tid av 42,77 sekunder, vilket förbättrade hans 3:e plats året innan. Dobins prestation fick nationell tidningsbevakning som rapporterade att det var den snabbaste tiden i loppets historia, och slog Burghley och Coes ansträngningar.
Från 2012 till 2014 vann Cornelius Roemer loppet tre gånger i rad och slog klockan i sitt lopp 2014.
År 2019 slog George Mears klockan, även om han erkände att "klockan var långsam i år", vilket innebar att hans tid på 48,12 var tillräcklig.
Rutten som de tävlande tog runt banan ändrades tillfälligt – vilket gjorde det möjligt att springa på kullerstenarna i stället för på stigen – och minskade avståndet till 297 meter (gräsets omkrets) i stället för 341 meter (kullerstenarnas omkrets). Det är cirka 13% kortare, vilket gör prestationen betydligt mer uppnåelig. Från och med 2017 beslutade arrangörerna att behålla den ursprungliga rutten för tävlingslöpare, vilket återställde loppets historiska svårighetsgrad.
Varje år hålls också ett kostymlopp för alla icke-tävlingsdeltagare, och de bästa kostymerna väljs ut av dekanen för Trinity College.
David Cecil, den ende som lyckats med Great Court Run före 2007, och Sebastian Coe, den man som kom närmast att uppnå bedriften mellan Cecils och Dobins framgångar, blev båda olympisk mästare, ledamot av båda kamrarna i parlamentet och ordförande för organisationskommittén för de olympiska spelen i London (David Cecil vid OS 1948, Sebastian Coe vid OS 2012).
Andra faktorer påverkar tidpunkten för Great Court Run. Hastigheten med vilken klockorna slår styrs av en mekanisk fluga, vars detaljer registreras av The Trinity Clock Monitoring Project. Flugan använder luftmotstånd för att styra hastigheten med vilken slagmekanismen roterar och följaktligen varierar hastigheten, främst beroende på luftens densitet; Hur lång tid det tar innan tolv slås beror på de meteorologiska förhållandena på tävlingsdagen. En kall, torr dag med högt tryck slår klockan långsammare än en varm, fuktig dag med lågt tryck. Detta kan orsaka variation på så mycket som 5 sekunder till den normala tiden på cirka 48 sekunder. Det officiella loppet äger rum i oktober, då den troliga variationen är en mer blygsam sekund. Löpare kommer att ha den bästa chansen att slutföra rundan innan klockorna har slutat en kall vinterdag. Klockspelets hastighet påverkas också av hur många dagar som gått sedan klockspelet senast vreds upp, där tre dagar är optimalt.

## Caucus Race
En mindre strukturerad händelse är Caucus Race, som inträffar under sommarlovet när studenter som har sommarkurser samlas runt Great Court strax före klockan två klädda i sina akademiska kläder. Great Court är uppdelad i sex rektangulära gräsmattor och målet med loppet är att gå runt alla sex individuellt och i alla deras kombinationer, vilket kräver en matematisk hjärna för att planera väl, och avsluta vid fontänen. Anmälningsavgiften är en pint öl. Så snart klockan börjar slå börjar alla springa runt den väg de har valt, till turisternas bestörtning. När de når fontänen får alla ett pris på en pint öl. Det har gjorts på 14 minuter, men det är exceptionellt.

## Kapellet
Den sista delen av gården kompletteras av kapellet, som påbörjades av Maria I av England 1554 till minne av sin far Henrik VIII. Förkapellet innehåller statyer av många kända Trinitymän, bland annat Roubiliacs skulptur av Isaac Newton, Thomas Woolners verk av William Whewell och altartavlan är Benjamin Wests St Michael and the Devil.
I kapellet finns en fin orgel byggd av den schweiziska firman Metzler 1975 – ett av endast två instrument av denna respekterade tillverkare i Storbritannien. Den finns i det restaurerade skrinet från slutet av 1600-talet som byggdes av Englands kanske mest kända orgelbyggare "Fader" Bernard Smith. Metzler-orgeln innehåller några bevarade pipor från detta instrument.

## Mått
De exakta yttre måtten på de fyra sidorna av Great Court är:
- Söder — 87,8 m (82,5 m)
- Väst — 105,2 m (99,9 m)
- Norr — 78.3m (69.4m)
- Öst — 99.4m (88.9m)

som omsluter en yta på cirka 1,8 tunnland (7 300 kvadratmeter). (Siffrorna inom parentes är de sträckor som sprungits på stenplattorna för Great Court Run)